# ユーゴスラヴィアの映画
ユーゴスラヴィアの映画（Cinema of Yugoslavia）は、かつて存在した国家ユーゴスラヴィアの資本と人材によって製作された映画のことである。

## 概要
現在は歴史上の国家となった「ユーゴスラヴィア」は、特筆すべき独自の映画産業をもっていた。1969年製作の映画『ネレトバの戦い』が有名である。この戦争映画は、アカデミー外国語映画賞にノミネートされた。

## おもなフィルモグラフィ
- くもの巣にかかった死体 Ein Toter hing im Netz　1960年　監督フリッツ・ベットガー　独・ユーゴスラビア合作
- ネレトバの戦い Bitka na Neretvi　1969年　監督ヴェリコ・ブライーチ　英・独・米・伊・ユーゴスラビア合作　※アカデミー外国語映画賞ノミネート
- Tko pjeva zlo ne misli　1970年　監督クレショ・ゴリック
- WR：オルガニズムの神秘 W.R. - Misterije organizma　1971年　監督ドゥシャン・マカヴェイエフ
- スウィート・ムービー　1974年　監督ドゥシャン・マカヴェイエフ
- Lude godine　1977年　監督ゾーラン・チャリッチ（Zoran Čalić）
- 歌っているのはだれ? Ko to tamo peva　1980年　監督スロボダン・シヤン　※第34回カンヌ国際映画祭ある視点部門上映
- Sjećaš li se Doli Bel?　1981年　監督エミール・クストリッツァ　※第38回ヴェネツィア国際映画祭新人監督賞受賞
- Maratonci trče počasni krug　1982年　監督スロボダン・シヤン
- パパは、出張中! Otac na sluzbenom putu　1985年　監督エミール・クストリッツァ
- ジプシーのとき Dom za vešanje　1989年　監督エミール・クストリッツァ

### テレビ映画
- シュールレアリストのトップリスト Top lista nadrealista　1984年 - 1991年　監督ミロスラフ・マンディッチ

## 関連事項
- クロアチアの映画（Cinema of Croatia、クロアチア）
- モンテネグロの映画（Cinema of Montenegro、モンテネグロ）
- セルビアの映画（Cinema of Serbia、セルビア）